# オシリス

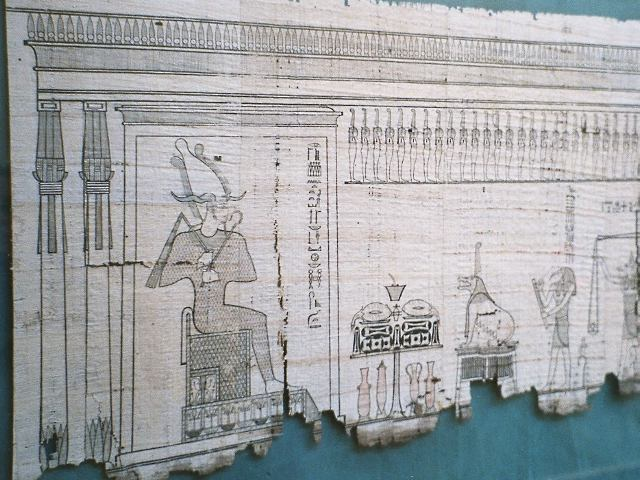
パピルス製の巻物に書かれたエジプトの死者の書。オシリスの姿

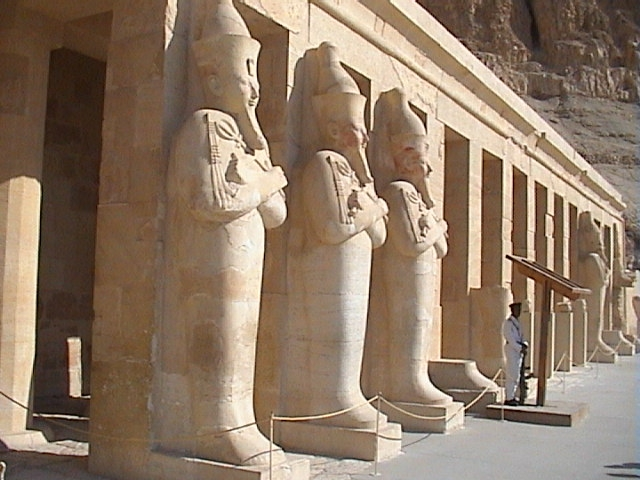
ハトシェプスト女王葬祭殿のオシリス柱

オシリス（Osiris）は、エジプト神話における冥界の神。ヘリオポリス九柱神に数えられる。

## 概要
大地の神ゲブを父に、天空の女神ヌトを母に持つ。二柱の間に生まれた四柱の神々の長兄であり、豊穣の女神イシス、戦いの神セト、葬祭の女神ネフティスは弟妹にあたる。配偶神はイシスであり、彼女との間に天空の神ホルスを成した。
長く白い衣装をまとい、上エジプトの王冠をかぶり、体をミイラとして包帯で巻かれて王座に座る男性の姿で描かれる。

## 名称
オシリス（オシーリス）とはギリシャ語読みで、オフェアリスとも。エジプト語ではAsar（アサル）、Aser（アセル）Ausar（アウサル）、Ausir（アウシル）、Wesir（ウェシル）、Usir（ウシル）、Usire、Ausareと呼ぶ。

## 神性
信仰の隆盛初期におけるオシリス神は、冥界の神ではなく、植物の再生を神格化した存在すなわち植物の神であったとされる。
毎年のように行われる植物の死と再生はエジプトの農事暦と合致しており、その象徴とされた。
土地が乾燥し、ナイル川が氾濫をすると灌漑用運河を伝い、ナイルの水は荒れ果てた土地に引かれ、植物は再生する。これは、後に広まるオシリス信仰の代表的な神話「オシリスとイシスの伝説」における、オシリス神の死と復活の内容と一致している。
時が経つにつれて、「オシリスとイシスの伝説」はエジプトで広く親しまれるようになり、オシリス神は冥界の神聖な裁判官や王としての性格を持つようになった。
また、悪に対する勝利の象徴や植物の神としての死に対する象徴としても扱われた。

## オシリス信仰
オシリスは、エジプト第5王朝末期のウナス王時代に重要な神として登場し、以後、王の復活にかかわる重要な神としてエジプトの葬祭儀式での重要性を増していく。
古代エジプトの墓の遺跡に彼の肖像が描かれたり、その名前が記録されているのは、そのためであり、当時の人々の死生観に彼の存在が大きく影響していたことの現れである。

### 古王国時代
王だけが死後、オシリスとなることができたため、ピラミッド・テキストの中のオシリスに関する項目には、王の個人的復活のことだけが記されている。オシリス信仰は、太陽信仰と同様に、最初は王の復活を助けるためのものであった。太陽神ラーが生きている者の神であり、オシリスが死者の神であるという差こそあるが、ふたつの信仰の間には共通するものが多くあった。
どちらも死を克服する力を象徴し、そのいずれもが自然界に見られる生命や死、再生のサイクルを反映していた。オシリス信仰は古王国時代においても盛んであり、ラー神の神官たちの力に対抗するために、王の支持を受けていたものと考えられる。死に際して王はオシリスとなり、その後継者は、オシリスの息子であり父の敵を討ったホルスとなった。オシリスは冥界の王であったが、生きている者の生活には係わりを持たなかったため、他の神々の信仰の直接的な妨げとなることはなかった。そしてこの性格によりオシリスは、社会のあらゆる階層の人々を引きつけることができた。

### 第11王朝以降のオシリス信仰
アビュドスのセティI世の葬祭殿は、この地域の宗教的伝統に従って建造されたものであった。アビュドスに対する関心が広まったのは、ヘリオポリスや太陽信仰の王家との関係を断ちたいと願っていた第11王朝の王たちの力によるところが大きく、この時代からずっと、アビュドスは特に葬送信仰との関係において、エジプトにおける熱烈な宗教の中心地となった。セティI世の葬祭殿にあるようなオシリスに特別に捧げられた一連の部屋のようなものは他では見られないが、他の資料から見ても、オシリスの死と再生、そして彼が死者の王となったことを祝うコイアク祭において、ジェド柱を立てる儀式が、この祭礼の頂点をなすものであったことが知られている。プトレマイオス朝時代になると、この祭礼が約18日間にわたってエジプト全土の主要な都市において行なわれていたことが判明している。
神官たちは、オシリスの生と死を劇として演じ、また、生ける王がオシリスの後継者であるホルスの化身として玉座に就くのを祝うことによって、ナイル川の氾濫や植物の成育、そして国土の豊作を祈願したのであった。
こうした儀式は、王位の継承や戴冠式、セド祭(王位更新祭)などと密接な関係を持ち、オシリス信仰は、王家の権力を確立し維持していく上で重要な役割を担うようになった。しかし、オシリス信仰が広く一般に人気があったのは、オシリスが彼を信ずる全ての者に永遠の生命を与える力を持っていたからである。オシリスは冥界に君臨しており、人々が死後、彼の王国である冥界に受け入れられるためには、まず正しい埋葬の手続を踏み供物を用意しなければならなかったが、神の裁きを無事通過することが、一層、重要なこととなった。
この時代になると、古代エジプト人たちは、死後、オシリス自身が経験したと同様に、42人の神々から成る裁判官たちの前で裁きを受けなければならないと信ずるようになる。そこでは、トトに弁護されて罪の否定告白をすることにより、死者は魂の潔白を証明するものと考えられ、また、裁判官一人ひとりの名を呼び、生前に大罪を犯していないことを宣言した。時には、魔法や呪文の力によって、そして最終的には、オシリスを信仰し正しい倫理に従って生活していれば、社会のどの階級の人々も死後の復活を得られるということになった。オシリス自身、人間の王であったと信じられており、彼は殺害され、その遺骸をばらばらにされた後に復活したからである。

#### アビュドスとオシレイオン
アビュドスがオシリス信仰の中心地として栄えていたことは確かであるが、この地がオシリス信仰発祥の地であるかどうかは明らかではない。だが、古代エジプト人にとって、最も重要なのは、アビュドスにオシリスの遺体が埋葬された、という信仰であった。
アビュドスのセティI世によって建立された第19王朝の神殿のすぐ裏手に、非常に独特で、その目的が明らかでない建物がある。今日、「オシレイオン」として知られているこの建物は、古代においては、オシリスの埋葬を記念して建てられたものと考えられていた。
セティI世の葬祭殿は幾つかの古い神殿の上に建てられたものであるが、現在でも非常に良く保存されているこの建物の内部の後ろの部分にあたるオシレイオンと丁度、並ぶような形で、一連の興味深い部屋が見られる。これらの部屋の壁画には、ジェド柱を立てる儀式の様子が描かれているが、これはおそらく祭礼のクライマックスであり、この儀式と共にオシリスが復活すると信じられていた。この神殿内の聖域で、年に一度の儀式が行なわれていたと思われる。

## 現存する神話の資料
宗教テキストにはこの神に関する記載は多いものの、エジプトに現存するオシリス神話というのは、未だに発見されていない。こうした古文書が発見される可能性はあるが、この神話が口承によって語り継がれてきた可能性も高い。
最も古く完全な形の神話は、ギリシャ語で書かれ保存されていたプルタルコスによるもので、かなり後の時代になってから記されたものである。
この神話は、ギリシャ的な形式をとって書かれているので、これが初期のエジプトのものとどれほど類似しているかは明らかでない。古代エジプトの碑文の中には、オシリスに関する資料を提供しているものがふたつ程ある。
この神の役割を述べている最古の資料は、古王国時代のビラミッド・テキストである。また、神殿の壁面に描かれたレリーフや導文には、エジプト全土のオシリス信仰の中心地において、毎年、オシリスを讃えて行なわれた祭礼の様子が描写されている。しかし、これらは、新王国時代やグレコ・ローマン時代のものである。
これらの資料とは別に、現在ベルリン博物館に収蔵されているイケルネフェルトのステラに記されている碑文が、この信仰の別の側面を説明してくれている。センウセレトⅢ世の治世の中心的な財務官であったイケルネフェルトは、オシリス信仰を再編し、神殿に品々を供えるためにアビュドスに派遣された。
彼は、オシリスの生と死を記念するために神官たちが演ずる神秘劇に、どのようにして自らが参加したかを述べている。こうした劇は、アビュドスにおいて第12王朝以降、毎年上演され、氾濫期の最後の月の祭礼の一部をなしていた。これは、神官たちだけでなく、多くの一般の人々にとって大変楽しい祭礼であり、アビュドスにおけるこの神の復活劇に参加するため、人々は遠隔地からやって来た。
こうした巡礼の人々は、この祭礼で重要な役割を演ずる神の名に因んで、「トト神に従う者たち」として知られていた。彼らは、神殿の外で行なわれた幾つかの祭礼を見ることができた。しかし、オシリスと彼に従う者たちの復活を約束する最も神聖な儀式は、神殿の奥で神官たちによってひそかに行なわれた。ナイル川の氾濫と植物の再生は、オシリスと死んでオシリスとなった王たちの勝利を象徴していた。

## オシリスとイシスとホルス
ヘリオポリス神話によれば穀物の神として、またエジプトの王として同国に君臨し、トトの手助けを受けながら民に小麦の栽培法やパンおよびワインの作り方を教え、法律を作って広めることにより人々の絶大な支持を得たが、これを妬んだ弟のセトに謀殺された。さらにこの際、遺体は、ばらばらにされてナイル川に投げ込まれたが、妻であり妹でもあるイシスとアヌビスによって、魚に食べられた男根を除く体の各部を拾い集められ、ミイラとして復活する。その一方で自身の遺児・ホルスをイシスを通じて後見し、セトに奪われた王位を奪還させ、ホルスに継承させた。
これ以降、現世をホルスが治め、自身は、冥界の楽園であるアアルの王として君臨し、死者を裁くこととなった。
ただし、この神話はエジプト人自身の記述ではなく、ギリシアの哲学者プルタルコスによる「イシスとオシリスについて」に基づくものである。オシリスの偉業は武力によらずエジプトと近隣の国家を平和的に平定し、産業を広めた古代のシリア王をモデルにしているとされる。神の死と復活のモチーフは、各地の神話において冬の植物の枯死と春の新たな芽生えを象徴しており、オシリスにも植物神（もしくは農耕神）としての面があると見られる。右図にあるように肌が緑色なのは植物の色を象徴しているからだといわれる。

## 他国におけるオシリス信仰と習合
他国におけるオシリス信仰
オシリスはギリシャ・ローマ世界ではセラピスとしてイシスやハルポクラテスとともに信仰された。
習合
オシリスは植物と関わり深い神であり、それが影響し、先王朝時代には篤く崇拝されていたミンという豊穣と国の豊かさを司る神と習合した。そのため、オシリスの妻イシスはミンの妻でもあるという関係が生まれた。